# فرودگاه وینستون چرچیل
فرودگاه وینستون چرچیل (به انگلیسی: Churchill Airport) یک فرودگاه همگانی باربری با کد یاتا YYQ است که یک باند فرود شن دارد و طول باند آن ۱۲۲۳ متر است. این فرودگاه در کشور کانادا قرار دارد و در ارتفاع ۲۹ متری از سطح دریا واقع شده‌است.

## شرکت‌های هواپیمایی و مقصدهای پروازی
| شرکت‌های هواپیمایی            | مقصدهای پروازی                                |
| ---------------------------- | --------------------------------------------- |
| Calm Air                     | فصلی: تامپسون                                 |
| Calm Air اجرا توسط First Air | رانکین اینلت، وینیپگ جیمز آرمسترانگ ریچاردسون |